# Ghiandole vescicolari di Vesalio
Le ghiandole di Vesalio, dette anche ghiandole vescicolari lobulari, posteriori o caudali, sono innumerevoli ghiandole parauretrali situate a livello dell'uretra intraprostatica, entro i lobi laterali, posteriore e mediano delle vescicole seminali. I loro dotti si riuniscono nei canali vescicolari maggiori, che a loro volta possono congiungersi alle ampolle dei dotti deferenti e sboccano in uretra presso il verumontanum, di norma in corrispondenza dell'utricolo prostatico.
Sono raggruppate in grappoli "a corallo ramificato" immersi in uno stroma fibromuscolare (cluster), disposti in 4 - 28 lobi minori simili ai petali di una margherita; il loro diametro verticale ammonta a circa 3 mm, e la forma è conica. Svolgono un consistente ruolo nella produzione del liquido seminale, nonché dell'antigene vescicolare specifico (SMG1) e di un potente secreto protettivo, il fattore antimicrobico vescicolare, che difende e sfiamma l'uretra maschile.

## Nomi e classificazione

### Nomi
Le ghiandole vescicolari di Vesalius vengono chiamate anche ghiandole lobulari vescicolari, caudali (o posteriori) secretorie o caudali vescicolari. Più rara è la dizione elementi secretori caudali (o posteriori) delle vescicole seminali, oppure elementi ghiandolari (o glandulari) vescicolari superiori.

### Eponimo
Il nome di queste ghiandole è un eponimo dell'anatomista fiammingo Andres Vesalius (italianizzato in Andrea Vesalio).

### Classificazione
Esistono numerose classificazioni possibili per queste ghiandole uretrali:
- Dal momento che queste ghiandole sono collocate relativamente vicino all'uretra (in cui sboccano i loro dotti uretrali, attraverso i due condotti maggiori), ma non sono contigue alla mucosa, vengono classificate tra le ghiandole parauretrali esocrine o ghiandole uretrali profonde.[5][18]
- Nonostante la loro funzione sia quasi completamente esocrina (emissione del secreto nel canale uretrale attraverso i dotti di Morgagni, che confluiscono nei canali maggiori), svolgono anche una minore attività endocrina, immettendo una minor parte dell'antigene seminale specifico (SMG1) e dell'antigene prostatico specifico (PSA) nel circolo sanguigno.[19][20][21]
- Dal punto di vista della forma, appartengono alla categoria delle ghiandole tubulari a spirale composte o ramificate.[22][23][24]

## Anatomia
Le vescicole seminali sono le due ghiandole parauretrali accessorie più notevoli dell'intero apparato urogenitale, per secreto e dimensioni; collocate a livello dell'uretra prostatica, sono situate in prossimità della prostata e delle ampolle deferenziali. Ciascuna vescicola emette, dalla porzione anteriore (lobo craniale), 1 - 2 dotti parauretrali di cospicue dimensioni, che spesso si riuniscono alle ampolle dei ductus deferens costituendo un canale maggiore che sbocca presso il verumontanum, in genere in prossimità dell'utricolo prostatico. Il secreto dei testicoli e delle vescicole seminali, generalmente combinato, è emesso nell'uretra intraprostatica attraverso notevole lacune uretrali del collicolo seminale, note come orifizi dei dotti eiaculatori.
Ogni vescicola seminale è composta di un grappolo (urethral cluster) costituito da innumerevoli ghiandole parauretrali, i cui dotti attraversano lo stroma fibromuscolare per poi riunirsi in 1 - 2 dotti vescicolari maggiori, condotti dal lobo craniale all'uretra intraprostatica o all'ampolla deferenziale. Ciascuna vescicola è avvolta da una capsula fibroelastica di forma tubulare ripiegata su sé stessa, da cui partono dei setti rigidi che delineano centinaia di zone, attraversate dai tubuli e dai dotti parauretrali, ognuna delle quali contiene una singola ghiandola parauretrale (cisterna o lobo). Ciascuna ghiandola intravescicolare è dunque contenuta in una specifica regione, perfettamente delimitata dai setti.
Nel dettaglio, le ghiandole che costituiscono i lobi laterali, mediano e posteriore di ogni vescicola sono le ghiandole di Vesalius, raccolte in un sistema di 4 - 28 lobi minori per ciascuna vescicola. Esse immettono i propri dotti parauretrali in una serie di canali maggiori (uno per ogni lobo), che attraversano l'intera vescicola fino al lobo anteriore, ove ricevono anche i dotti otricolari di Morgagni; qui si riuniscono nei due dotti vescicolari principali, diretti verso l'uretra intraprostatica o l'ampolla deferenziale.
Le ghiandole di Vesalius sono responsabili della produzione di gran parte del secreto vescicolare, che emettono attraverso i dotti parauretrali. Inoltre, la peculiare collocazione e disposizione di queste strutture concorre a determinare la forma della vescicola seminale, delineandone i cinque lobi maggiori (anteriore, mediano, laterali e posteriore) nonché le quattro grandi zone (transizionale, centrale, periferica o dei dotti periuretrali, stroma fibromuscolare anteriore).

### Forma e dimensioni
Queste ghiandole sono in genere lievemente meno voluminose rispetto alle ghiandole otricolari di Morgagni; di norma, il loro diametro orizzontale ammonta a circa 2 mm, mentre il diametro verticale (altezza) misura circa 3 mm. Alcune ghiandole mostrano una forma fortemente allungata, con l'altezza che può raggiungere i 4 mm.
La loro forma è nel complesso da tubulare a irregolarmente conica, a base periferica e apice (il lobulo apicale) rivolto verso l'uretra; si apre in direzione anticaudale.
Le ghiandole si raccolgono in conglomerati chiamati lobi, di dimensione variabile (da 6 mm ad oltre 3,5 cm di diametro); ciascun lobo emette un unico dotto di cospicue dimensioni (circa 0,7 mm di diametro per una lunghezza variabile da 2 cm fino a 12 cm, secondo la sua collocazione nonché le dimensioni della vescicola stessa).

### Numero
Definire con precisione il numero di queste ghiandole e dei relativi dotti è molto complesso, poiché soggetto ad una forte variabilità da un individuo all'altro. Le dimensioni delle vescicole seminali (e in particolare dei quattro lobi coinvolti) sono il principale discriminante, poiché oscillano in modo notevole in base al soggetto (3 - 5,5 cm di diametro per 5 - 12 cm di lunghezza). Dalle ricerche svolte, è emerso che il numero delle ghiandole di Vesalius varia da poche centinaia a diverse centinaia, ed è sensibilmente superiore a quello delle ghiandole di Morgagni. Nel dettaglio, ciascuno dei 4 - 28 lobi minori di Vesalius può contenere un numero molto variabile di ghiandole, in genere compreso tra alcune unità e svariate decine di unità.
Nell'anziano il numero delle ghiandole vescicolari aumenta in modo considerevole, a causa del naturale processo di ingrandimento cui le vescicole seminali sono sottoposte; non è inoltre raro osservare fenomeni di iperplasia paragonabili a quelli che coinvolgono la prostata, ma meno frequenti. Soprattutto in questo caso, è molto frequente una cospicua presenza di adenomeri aberranti e corpi amilacei, spesso in grado di emettere comunque del secreto, poiché costituiti da vescicole secretorie.

### Collocazione
I grappoli (paraurethral cluster) di ghiandole vescicolari di Vesalius costituiscono quattro dei cinque lobi (laterali, mediano e posteriore) di ciascuna vescicola seminale; sono disposte in 4 - 28 lobi minori. Un numero marginale di queste ghiandole e dotti può essere rinvenuto anche nella sezione più distale del lobo craniale, tuttavia la loro presenza in tali aree risulta poco significativa, poiché sono sostituite dalle ghiandole tubulo-otricolari di Morgagni. I dotti di Vesalius si uniscono fra loro formando un canale per ciascun lobo minore; questi condotti parauretrali, a loro volta, si fondono in 1 -2 dotti vescicolari principali, emessi dalla ghiandola all’esterno.

### Struttura
Le ghiandole tubulari a spirale composte o ramificate rappresentano una variante più complessa delle ghiandole tubulari composte. Si distinguono da queste principalmente per la forma del dotto, che si avvolge a spirale, avviluppandosi in modo ancor più accentuato durante la fase di secrezione; non di rado il dotto si biforca, costituendo una doppia spirale o vite (coil).

#### Anatomia delle ghiandole e dei dotti uretrali
Considerando la singola ghiandola tubulare e il relativo dotto, si possono distinguere le seguenti strutture:
- Ciascuna ghiandola è una struttura complessa e composita, costituita da decine di microlobuli (detti spire), ad ognuno dei quali corrisponde in media una singola papilla (variabile di fatto da 1 a 3).[65][67][68]
- Ogni papilla presenta, sulla propria superficie, diverse micropapille (vescicole di cellule secretorie), che producono gran parte del secreto uretrale. La porzione restante, molto scarsa in quantità e spesso degenerata, è prodotta dai corpi amilacei e dagli adenomeri aberranti.[65][68][69]
- Le micropapille producono ed emettono il secreto in vari tubuli minuscoli, che confluiscono in tubuli intermedi: uno per ogni papilla.[67][23][70]
- I tubuli intermedi delle papille confluiscono in un condotto maggiore: il diverticolo tubulare, uno per ciascuna ghiandola tubulare. Questi canali corrispondono ai dotti parauretrali, riferiti anche come dotti di Vesalius.[22][23][71]
- I dotti parauretrali si avvolgono a spirale (o a vite, biforcandosi) e attraversano lo stroma fibromuscolare della vescicola, riunendosi con i dotti provenienti dalle altre ghiandole fino a formare un condotto maggiore per ciascun lobo. A loro volta, i condotti maggiori attraversano la vescicola fino al lobo anteriore, ove raccolgono i dotti di Vesalius e si riuniscono in 1 - 2 canali principali per ciascuna vescicola: i dotti vescicolari.[22][33][64]
- I principali dotti vescicolari fuoriescono dalla capsula fibromuscolare e, dopo aver attraversato la regione periuretrale, sboccano nella parete uretrale del verumontanum o dell'utricolo prostatico, attraverso due voluminose cripte di Morgagni, da in cui immettono il proprio secreto.[22][23][72]

#### Lobi minori delle vescicole seminali
La caratteristica più evidente delle ghiandole di Vesalius è che si raccolgono in grappoli minori (cluster) chiamati lobi. Il numero di questi conglomerati varia di norma tra 4 e 28 per ciascuna vescicola, con una media di 10 - 15; la maggior parte di essi si colloca a livello del lobo mediano e posteriore della vescicola, e il loro diametro varia da 6 mm ad oltre 3,5 cm, secondo il numero di ghiandole e dotti. Si caratterizzano per la struttura complessa e fortemente ramificata, simile ad un corallo, con i dotti parauretrali di ciascuna ghiandola che si riuniscono in un canale maggiore per ogni lobo. La disposizione dei canali maggiori rende i lobi simili ai petali di una margherita, per la loro disposizione a corolla.

#### Rapporti tra le ghiandole
Immerse nel viscoso stroma fibromuscolare delle vescicole seminali (la cui densità varia estremamente di zona in zona), le ghiandole caudali sono collegate fra loro da un complesso sistema di molti tubuli cavi, chiamati anche dotti minori, che formano una struttura fortemente ramificata e labirintica. Nel complesso, viene descritta nei manuali come un'intricata foresta di alberi allungati dai moltissimi rami, oppure come un complicato corallo. Allo stesso tempo, ciascuna ghiandola rappresenta un lobulo (cioè una porzione del lobo) ed è delimitata da un setto rigido, costituito dalle diramazioni della capsula fibroelastica che avvolge le vescicole seminali, in una regione chiamata cisterna. I tubuli che collegano fra loro le ghiandole, le varie ramificazioni e i dotti parauretrali perforano questi setti, connettendo fra loro diverse parti della vescicola seminale e originando una struttura molto complessa.

#### Composizione epiteliale
I microlobuli sono costituiti da epitelio cilindrico, semplice o pseudostratificato, e sono avvolti da un plesso di capillari; soprattutto negli anziani, possono contenere aggregati di colloide di natura iperplastica, noti come corpi amilacei. Questi corpi si collocano all'interno degli adenomeri delle ghiandole, e assumono in genere forma sferica; il loro diametro varia generalmente da 0,25 mm a 2 mm. Le cellule che li compongono hanno grandi nuclei basali sferici, e nella porzione apicale si ritrovano vescicole secretorie; tra le cellule secernenti, si trovano cellule neuroendocrine e adenomeri aberranti. Alla base delle ghiandole si rinvengono cellule epiteliali piatte, dette elementi staminali delle vescicole seminali. Gli adenomeri sono invece costituiti di epitelio secernente (vescicole di cellule secretorie).
I piccoli tubuli che si dipartono dai microlobuli sono rivestiti da un singolo strato di cellule epiteliali, di tessuto cilindrico semplice, mentre i dotti parauretrali in cui essi confluiscono (diverticoli otricolari) sono costituiti da epitelio cilindrico a più strati; si evidenzia un duplice strato di cellule: cubiche nella porzione basale e cilindriche in quella laminare. Ciascun lobulo è inoltre circondato da una sottile membrana fibrosa nota come capsula lobulare, mentre i dotti parauretrali sono avvolti da un sottile strato di epitelio ghiandolare colonnare, fintanto che attraversano lo stroma fibromuscolare interno. I lobi minori sono avvolti a loro volta da una capsula protettiva di epitelio da colonnare a cubico, mentre i dotti maggiori che essi emettono sono rivestiti di epitelio laminare semplice.

### Dotti parauretrali di Vesalius

#### Forma
I dotti parauretrali di Vesalius si caratterizzano per la forma peculiare. Il loro tratto più anteriore, che emerge dal parenchima della ghiandola, si sviluppa in linea retta per una brevissima distanza, quindi si avvolge in forma di spirale, designando una o più curve prima del proprio sbocco. Talvolta, il dotto si biforca in una doppia spirale che assume la forma di una vite (coiled duct), avvolgendosi su sé stessa fino allo sbocco dei due dotti. Più raramente, è possibile che i dotti di due ghiandole adiacenti si avvolgano l'uno intorno all'altro a costituire una vite.
Durante la fase di secrezione, questi condotti si avvolgono su sé stessi in modo ancora più evidente, per poi tornare ad una parziale distensione una volta emesso il secreto.

#### Caratteristiche
I dotti delle ghiandole di Vesalius non fuoriescono direttamente dalla vescicola seminale, ma si riuniscono in 4 - 28 canali maggiori per ciascuna vescicola: uno per ogni lobo. Dopo aver raccolto i dotti provenienti dalle ghiandole otricolari di Morgagni, i canali maggiori si riuniscono in 1 - 2 condotti di cospicue dimensioni per ciascuna vescicola: i dotti vescicolari, diretti dal lobo anteriore verso l'ampolla del dotto deferente o la stessa uretra intraprostatica.
La lunghezza dei dotti di Vesalius è soggetta a forti variazioni. I più lunghi provengono dalle ghiandole situate nelle porzioni periferiche del lobo, possono misurare anche 2 cm e sono i più numerosi; i più corti, invece, sono diretti dalle estremità del lobo al suo centro, e misurano pochi mm. Indipendentemente dalla ghiandola, il lume dei dotti periuretrali ha un'ampiezza molto variabile, mentre il contorno è irregolare.
I dotti emessi dai lobi sono invece caratterizzati da dimensioni molto più rilevanti: il loro diametro ammonta in media a 0,7 mm, mentre la lunghezza varia secondo la loro collocazione, poiché devono attraversare l'intera vescicola fino al suo lobo craniale. I dotti collocati prossimalmente al lobo anteriore sono molto più brevi (in genere 2 - 5 cm), mentre quelli situati in posizione distale sono caratterizzati da notevole lunghezza (5 - 12 cm, secondo la collocazione e le dimensioni della vescicola stessa).

## Funzione

### Eiaculazione
Le ghiandole vescicolari di Vesalius contribuiscono a produrre parte del secreto delle vescicole seminali, che a sua volta costituisce il 58 - 86% del liquido seminale vero e proprio (escludendo cioè il liquido di Cowper - Littré, ovvero la pre-eiaculazione, altrettanto abbondante). Questo secreto svolge i seguenti compiti:
- Lubrificare l'intera uretra, e soprattutto l'uretra prostatica, per veicolare agevolmente il trasporto del seme; vengono espulse varie mucoproteine che rivestono gli spermatozoi.[79][80][51]
- Neutralizzare la naturale acidità dell'uretra (già molto ridotta dal liquido preseminale) ed innalzare sensibilmente il pH vaginale, rendendo così alcalino l'ambiente per non nuocere agli spermatozoi (il pH dello sperma è infatti compreso tra 7,5 e 8,5).[81][82][83][47]
- Favorire la risposta immunitaria in uretra e in generale nell'apparato urogenitale, grazie alla produzione ed emissione di numerose glicoproteine, inclusi l'antigene vescicolare specifico (SMG1) e l'antigene prostatico specifico (PSA).[84][21][19][85]
- Formare una capsula di gel protettivo attorno agli spermatozoi, grazie alla produzione ed emissione di glicoproteine, in particolare le semenogeline (di cui SMG1 è l'esempio più emblematico).[38][61][86]
- Fornire il nutrimento necessario alla sopravvivenza degli spermatozoi per almeno 60 minuti nell'ambiente acido vaginale, grazie alla produzione ed emissione di amminoacidi e zuccheri, in particolare il fruttosio (convertito rapidamente dal glucosio per isomerizzazione).[38][87][88][89][90]
- Facilitare e migliorare la motilità degli spermatozoi, attraverso l'espulsione di fosforo e potassio.[38][61][91]
- Ridurre o impedire la reazione immunitaria dell'apparato genitale femminile verso gli spermatozoi, consentendo la loro sopravvivenza nella vagina, grazie all'emissione di prostaglandine.[38][92][93]
- Emettere una soluzione antimicrobica per evitare infezioni urinarie durante e dopo il rapporto; questo è uno dei principali fattori per cui le infezioni della vescica (cistiti batteriche o fungine) sono molto più frequenti nel sesso femminile.[94][95][12][14][96] L'insieme delle sostanze antibatteriche e antimicotiche prende il nome di fattore antimicrobico di Cowper, e contiene rilevanti quantità di zinco libero e magnesio.[94][95][12][14][96] Altre sostanze antimicrobiche, e in minor parte antinfiammatorie, sono costituite da citrato, flavine, potassio, fosforo, sodio, rame, acido sialico e acido ialuronico.[97][98][99][100][101] Una particolarità del secreto vescicolare, insieme a quello prostatico e testicolare, è la presenza anche di sostanze antivirali.[102][103][104][105]

### Secrezioni costanti
Fuori dallo stato di eccitazione, le ghiandole secretorie che compongono le vescicole seminali svolgono la stessa funzione di tutte le ghiandole uretrali e parauretrali. Di conseguenza, le loro secrezioni (drenate costantemente attraverso i dotti parauretrali):
- Contribuiscono ad una costante lubrificazione dell'uretra peniena e dei dotti uretrali stessi, emettendo mucoproteine.[106][107][34]
- Concorrono a proteggere il pavimento uretrale dall'acidità delle urine, evitandone l'irritazione grazie al deposito di uno strato protettivo di secrezioni mucose con funzione riepitelizzante.[108][109][7] Questo velo fa scivolare via anche gli scarti, ad esempio le cellule staccate con la desquamazione e lo smegma.[108][109][110]
- Potenziano la risposta immunitaria in uretra e in generale nell'apparato urogenitale, emettendo glicoproteine (tra cui spiccano l'antigene vescicolare specifico, o SMG1, e l'antigene prostatico specifico o PSA).[84][21][19][85]
- Contribuiscono a proteggere l'apparato urogenitale da infezioni urinarie (ad esempio uretriti, periuretriti, uretrovesiculiti) attraverso l'emissione di peptidi con proprietà antimicrobiche, in particolare antibatteriche e (in minor parte) antimicotiche. Questo è uno dei principali fattori per cui le infezioni della vescica (cistiti batteriche o fungine) sono molto più frequenti nel sesso femminile.[94][95][12][14][96]

### Drenaggio
La presenza di un catetere nel maschio, oltre alla possibilità di lesioni iatrogene dell'uretra, può limitare o impedire il naturale drenaggio del secreto delle ghiandole parauretrali, con il rischio di provocare infezioni (uretriti) che possono eventualmente ascendere attraverso i dotti parauretrali, fino ad infiammare le ghiandole stesse. Viene inoltre limitato fortemente l'apporto del fattore antimicrobico dell'uretra maschile e delle sostanze protettive, con il rischio di lasciare l'epitelio uretrale scoperto verso fenomeni infettivi o infiammatori.

## Composizione del secreto

### Fattore antimicrobico vescicolare
Il fattore antimicrobico vescicolare fa parte delle secrezioni note come fattore antimicrobico dell'uretra maschile: si tratta di sostanze emesse da tutte le ghiandole uretrali e periuretrali, sia costantemente sia attraverso le secrezioni sessuali, volte a proteggere e sfiammare l'uretra maschile. Una particolarità del secreto vescicolare, insieme a quello prostatico e testicolare, è la presenza anche di sostanze antivirali.

#### Secrezione costante
Le analisi effettuate sulle secrezioni di natura non sessuale hanno mostrato la presenza di questi elementi:
- Zinco libero, presente in una quantità media di 720 microgrammi  / mL (330 - 1750 microgrammi / mL) nell'individuo sano; possiede notevoli proprietà antibatteriche e antimicotiche, nonché una discreta capacità antinfiammatoria.[94][121][122][95][14] Negli individui con infezione cronica a carico delle vescicole seminali o con notevole iperplasia (specie negli anziani), la quantità di zinco viene ridotta anche sotto i 100 microgrammi / mL, aumentando il rischio di infezioni urinarie.[123][124][12][118][95]
- Magnesio, presente in una quantità media di 440 microgrammi / mL (120 - 950 microgrammi / mL) nell'individuo sano; mostra cospicue abilità antibatteriche e, in minor parte, antimicotiche.[125][126][127]
- Potassio (presente in una quantità media di 4500 microgrammi / mL nell'individuo sano). Nonostante il volume molto considerevole, le sue proprietà antibatteriche, antimicotiche e antinfiammatorie sono fortemente inferiori a quelle di zinco e magnesio, pur svolgendo comunque un ruolo rilevante in questo campo.[128][129][130]
- Quantità meno rilevanti (sotto i 150 microgrammi / mL) di flavine, fosforo, acido sialico e acido ialuronico, con funzione antimicrobica e antinfiammatoria, sono presenti in questo fluido.[97][98][99][100][101] Le flavine e i flavonoidi si caratterizzano per le spiccate doti antiflogistiche, inoltre mostrano proprietà antivirali.[131][132][31][46]
- Sono rinvenibili anche tracce di rame puro che, nonostante il volume modesto (inferiore ai 50 microgrammi / mL), mostra proprietà antibatteriche molto notevoli; possiede anche proprietà antimicotiche e antinfiammatorie, ma di minore entità.[125][128][133][134]

#### Eiaculazione
La consistente porzione di eiaculato prodotta dalle vescicole seminali (mediamente 1,5 - 4 ml) mostra, in linea di massima, le stesse componenti della secrezione costante (riportate nel paragrafo precedente), con alcune notabili differenze in composizione e quantità:
- La quantità dello zinco libero è sensibilmente superiore, ammontando ad una media di 980 microgrammi  / mL (380 - 2300 microgrammi / mL) nell'individuo sano; lo stesso vale per il magnesio (510 microgrammi / mL), il potassio (5500 microgrammi / mL), il fosforo (380 microgrammi / mL), l'acido ialuronico (160 microgrammi / mL) e il rame puro (inferiore ai 75 microgrammi / mL).[138][139][140][98][141]
- Sono inoltre presenti notevoli volumi di citrato (presente in una quantità media di 5280 microgrammi / mL nell'individuo sano, e in piccola parte come acido citrico) e sodio (circa 3000 microgrammi / mL). Nonostante il volume molto considerevole, le loro proprietà antibatteriche, antimicotiche e antinfiammatorie sono fortemente inferiori a quelle di zinco e magnesio, pur svolgendo comunque un ruolo rilevante in questo campo.[128][48][49][142][143][144]
- Gli studi hanno rilevato anche microscopiche tracce d'argento puro (fortemente inferiori ai 10 microgrammi / mL), dotato di considerevoli proprietà antibatteriche.[145][146][128]

Il principale motivo di queste differenze va ricercato nel fatto che il rapporto comporta un elevato rischio di infezioni delle vie urinarie, a causa dei possibili traumi cui l'uretra è sottoposta e, soprattutto, del rischio di una trasmissione batterica: questo è molto evidente nel sesso femminile (la cui uretra non secerne alcun fattore antimicrobico), per cui l'infezione urinaria più comune è proprio la cistite postcoitale. Per contrastare il pericolo di infezioni, l'uretra maschile si avvale dunque del secreto emesso dalle ghiandole uretrali, le cui componenti aumentano in quantità e qualità nell'eiaculazione, proprio con lo scopo di contrastare un passaggio batterico e ridurre al minimo il rischio di infezioni durante e dopo il rapporto. Gli studi dimostrano che l'efficacia antimicrobica e antinfiammatoria di questo secreto perdura per diverse ore dopo la sua emissione (fino a 24 ore in casi particolari), con un picco di attività nei minuti successivi all'espulsione e un effetto apprezzabile della durata di 4 - 6 ore.

#### Attività antivirale
Una peculiarità del secreto vescicolare, prostatico e testicolare è la presenza di elementi dotati di azione antivirale, oltre al classico ruolo antibatterico e antimicotico. Questi elementi risultano molto più importanti, in termini di volume e funzionalità, nelle secrezioni sessuali (nello specifico il liquido seminale) che nelle secrezioni drenate costantemente dai condotti parauretrali. Gli studi finora effettuati hanno rinvenuto diverse sostanze alla base del fattore antivirale dell'uretra maschile:
- Flavine e flavonoidi
- Citochine
- Numerosi pepitidi con funzione antimicrobica
- Semenogeline, in particolare l'antigene vescicolare specifico (SMG1)
- Vescicole extracellulari (EVs)
- Esosomi, volti a ridurre o bloccare la moltiplicazione del virus

Le ricerche condotte hanno mostrato un'attività antivirale del secreto vescicolare nei confronti di numerosi virus, in particolare HPV, virus del Nilo occidentale, Dengue e Zika (la sua efficacia risulta molto rilevante per quest'ultimo caso). Inoltre, sono in corso studi per confermare la capacità di alcuni specifici esosomi di ridurre la replicazione dell'HIV o evitarne la propagazione a livello dell'apparato urogenitale, finora evidenziata da diversi studi.

#### Sintesi alternativa dello zinco dalle semenogeline
Alcuni studi hanno mostrato che lo zinco libero, la sostanza più rilevante nel fattore antimicrobico dell'uretra maschile, viene in parte prodotto anche dalla frammentazione delle semenogeline provocata dall'antigene prostatico specifico (PSA). Lo zinco infatti, oltre a possedere una potente funzione antimicrobica e a favorire la motilità del seme, è anche utilizzato come proteina legante (binding protein) per le capsule di semenogeline che avvolgono e proteggono gli spermatozoi, in particolare SMG1. Durante il transito dell'eiaculazione attraverso l'uretra, già sfiammata e predisposta al passaggio dal liquido preseminale, le capsule sono frammentate gradualmente dal PSA, provocando il rilascio di un'ulteriore quantità di zinco che procederà a debellare eventuali patogeni.

### Fattore riepitelizzante
Un'altra importante funzione svolta dalle ghiandole vescicolari nel loro complesso è l'emissione di un secreto riepitelizzante; ancora una volta, si tratta di una sostanza emessa da tutte le ghiandole uretrali e periuretrali, costantemente o con le secrezioni sessuali, volta a proteggere l'uretra maschile. Oltre a salvaguardare il delicato pavimento uretrale dall'acidità delle urine (sia depositando un velo protettivo, sia grazie al proprio pH basico) queste sostanze sfiammano l'uretra e accelerano o favoriscono i processi di guarigione e cicatrizzazione delle ferite alla mucosa.

#### Composizione
La composizione del fattore riepitelizzante non varia particolarmente dalle secrezioni costanti al liquido seminale; include questi elementi:
- Mucina e numerose altre mucoproteine, con funzione protettiva e lubrificante per il pavimento uretrale.[106][107][34]
- Squalene, un lubrificante naturale rintracciabile anche nelle secrezioni vaginali e nel fegato, presente in quantità marginali (sotto i 35 microgrammi / mL).[163][164][165]
- Bicarbonati, potassio e magnesio volti a rendere alcalina la secrezione, per proteggere il pavimento uretrale e favorire la sopravvivenza degli spermatozoi in uretra e soprattutto nell'ambiente acido della vagina. Il pH di questo fluido varia infatti da moderatamente basico (7,5) a molto basico (8,5), ed innalza sensibilmente il pH vaginale.[82][83][47][166]
- Acido sialico e ialuronico, presenti in quantità moderate (sotto i 150 microgrammi / mL per le secrezioni comuni, oppure 160 nell'eiaculazione). Si caratterizzano per le spiccate proprietà riepitelizzanti, e facilitano la guarigione delle mucose danneggiate e infiammate; in particolare, consistenti livelli di acido ialuronico sono rintracciabili nell'urotelio e in altri tessuti del tratto urinario.[97][98][99][100]
- Flavine e flavonoidi, presenti in quantità moderate (sotto i 150 microgrammi / mL), caratterizzati da proprietà antinfiammatorie molto notevoli.[131][132][167][168]

### Altri elementi
Nell'eiaculazione si possono rinvenire anche altri elementi, la cui funzione non può essere classificata secondo i precedenti criteri:
- Numerose glicoproteine, tra cui spiccano le semenogeline (in particolare l'antigene vescicolare specifico o SMG1) e l'antigene prostatico specifico (PSA). I due principali antigeni servono a potenziare la risposta immunitaria dell'uretra e dell'apparato urogenitale; inoltre, tutte le semenogeline costituiscono una capsula protettiva che avvolge gli spermatozoi, tutelandoli dall'ambiente esterno, e la cui frantumazione libera un potente antibatterico, lo zinco.[54][59][85][125][118] La quantità di antigene emessa attraverso l'eiaculazione è notevolmente superiore a quella delle secrezioni costanti. Inoltre, la funzione di queste ghiandole parauretrali è quasi esclusivamente endocrina, poiché solo una quantità minore di antigeni viene immessa nel circolo sanguigno.[19][20][21]
- Svariate proteine, tra cui spicca l'albumina, volte alla fluidificazione del seme sia in uretra sia nell'acido ambiente vaginale.[169][170][171]
- Diversi amminoacidi e zuccheri, tra cui spicca il fruttosio, volti al nutrimento e al sostentamento degli spermatozoi.[87][88][89][90]
- Prostaglandine, volte a ridurre o impedire la reazione immunitaria dell'apparato genitale femminile verso gli spermatozoi, consentendo la loro sopravvivenza nella vagina.[38][92][93]

## Patologie
Tutte le ghiandole vescicolari sono significative per diversi fenomeni patologici, che includono:
- Infiammazione e infezione (le forme più rappresentative sono uretriti, parauretriti, uretrovesiculiti)
- Iperplasia (molto più comune negli anziani, caratterizzata da un aumento eccessivo del numero e delle dimensioni delle ghiandole vescicolari)
- Cisti uretrale o parauretrale (sia nel corpo della ghiandola sia nel dotto parauretrale, con potenziale occlusione)
- Siringocele (abnorme dilatazione di natura cistica della ghiandola o del suo dotto)
- Diverticolo uretrale (spesso conseguenza di voluminose cisti degenerate)
- Formazione di valvole o stenosi uretrali e di calcoli uretrali, primari o secondari (soprattutto a livello degli orifizi uretrali di Morgagni; spesso derivano da lesioni iatrogene dell'uretra)
- Neoplasie, benigne o maligne (le forme primarie sono in genere rare, mentre è molto più comune un'infiltrazione di tumori prostatici o metastasi)

I sintomi di queste patologie sono spesso di natura irritativa (disuria, stranguria, uretrodinia, pollachiuria), collegati non di rado ad emissioni anomale (uretrorragia, uretrorrea, ematuria) e talora ritenzione urinaria acuta o cronica.